# 746 Marlu
746 Marlu је астероид главног астероидног појаса са пречником од приближно 69,75 .
Афел астероида је на удаљености од 3,851 астрономских јединица (АЈ) од Сунца, а перихел на 2,356 АЈ.
Ексцентрицитет орбите износи 0,240, инклинација (нагиб) орбите у односу на раван еклиптике 17,514 степени, а орбитални период износи 1997,297 дана (5,468 година).
Апсолутна магнитуда астероида је 10,00 а геометријски албедо 0,036.
Астероид је откривен 1. марта 1913. године.